# Sint-Amandskerk (Belle)
De Sint-Amandskerk (Frans: Église Saint-Amand) is een rooms-katholiek parochiekerk in de gemeente en stad Belle, gelegen aan de Rue de la Gare, in het Franse Noorderdepartement.

## Geschiedenis

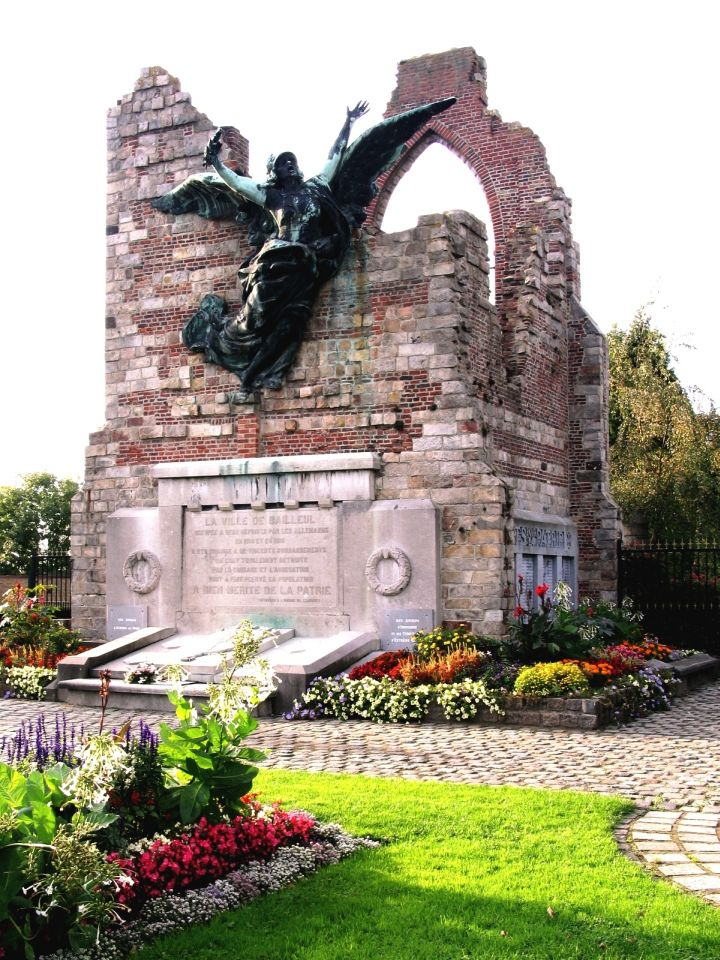
Oorlogsgmonument op de plaats van de vroegere in de Eerste Wereldoorlog verwoeste Amandskerk

Deze kerk werd gebouwd in 1931 naar ontwerp van René Dupire. Voordien bestond er een kerkgebouw achter de Sint-Vaastkerk, die echter in 1918 door oorlogsgeweld werd verwoest.

## Gebouw

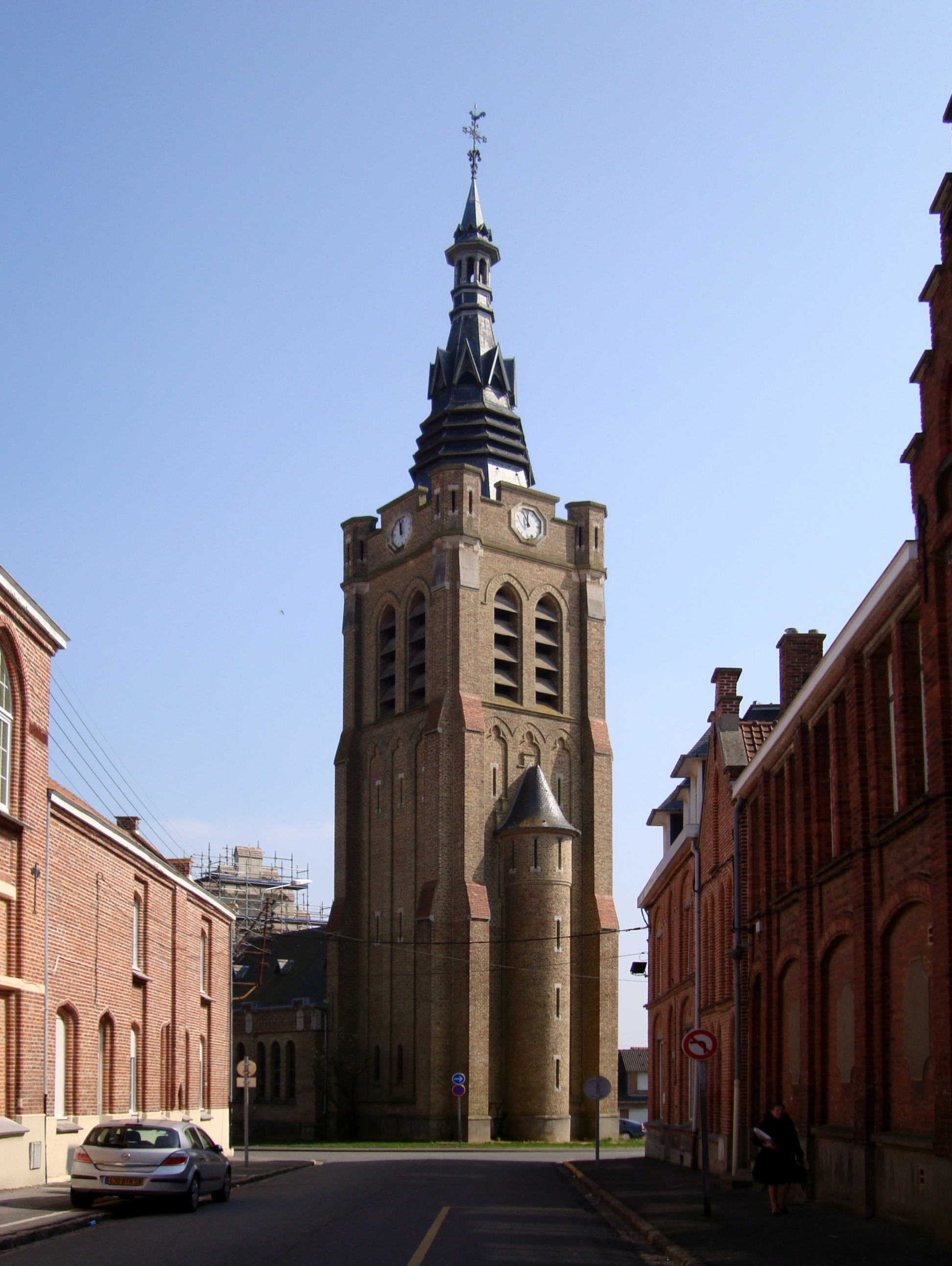
Toren

De huidige bakstenen kerk is expressionistische baksteenstijl gebouwd, met elementen uit de Vlaamse renaissance zoals trapgevels. Een klokkentoren bevindt zich achter het koor. Het interieur werd ontworpen door Camille Deber, en de kruiswegstaties zijn van de hand van Jacques Colpin.